# アトゥプロダクション
株式会社アトゥプロダクション（英語表記：Axto Production）は主に、ナレーター、タレントのマネージメント業務を行う芸能事務所（ナレーター事務所）。「アトゥ」とは、ギリシア語で『切り札』の意。

## 沿革
- 2004年 - 大手テレビ制作会社を経て、声優事務所・青二プロダクション社員（ナレーション部門担当）だった狩野貴子が、ナレーターの生野文治と共に青二プロダクションから独立しナレーター事務所として設立。
- 2007年 - ベルベットオフィスと全面協力によるナレーター養成所『スクール"バーズ"』を開講。
- 2009年 - ベルベットオフィスと共同で、CM向けと番組向けのキャスティングレーベル「猪鹿蝶」を設立。

## 所属者
- 小野寺一歩
- 佐藤賢治
- 生野文治
- 鈴木省吾
- 服部伴蔵門
- 大江戸よし々

## かつての所属者
- 里村奈美
- 沼尾ひろ子（現所属：AXIS DO）
- ☆ヤンヒロコ☆（現所属：AXIS DO）
- 湯浅真由美（現所属：青二プロダクション）
- ユキ・ラインハート（現所属：ホワイトマジックエンターテインメントジャパン）